# Número altamente compuesto

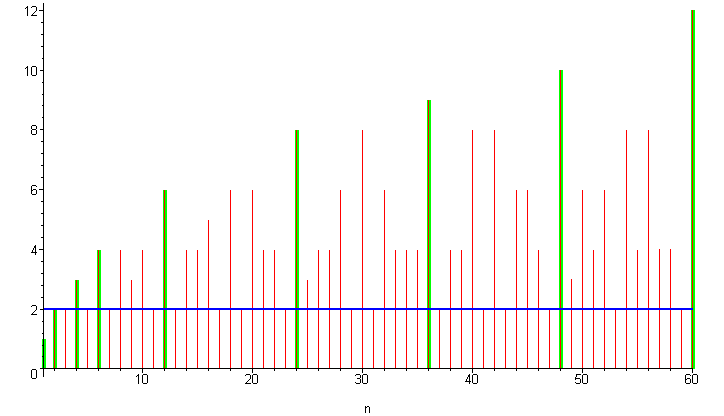
Gráfica del número de divisores d(n). Las barras verdes indican los números altamente compuestos: n = 1, 2, 4, 6, 12, 24, 36, 48, 60.

Un número altamente compuesto (o anti-primo) es un entero positivo con más divisores que cualquier entero positivo más pequeño.  El término fue acuñado por Ramanujan (1915). Aun así, Jean-Pierre Kahane ha sugerido que el concepto se remonta a Platón, quien puso en 5040 el número ideal de ciudadanos en una ciudad porque 5040 tiene más divisores que otros números más pequeños.
El concepto relacionado de número compuesto en gran parte se refiere a un entero positivo que tiene al menos tantos divisores como cualquier entero positivo más pequeño.

## Ejemplos
Los primeros 38 números altamente compuestos están listados en la tabla de abajo (sucesión A002182 en OEIS).
| Orden | NAC n  | Factorización en primos                                        | Exponentes primos | Factores primos | d(n) | Factorización primorial                    |
| ----- | ------ | -------------------------------------------------------------- | ----------------- | --------------- | ---- | ------------------------------------------ |
| 1     | 1      | 0                                                              | 1                 |                 |      |                                            |
| 2*    | 2      | {\displaystyle 2}                                              | 1                 | 1               | 2    | {\displaystyle 2}                          |
| 3     | 4      | {\displaystyle 2^{2}}                                          | 2                 | 2               | 3    | {\displaystyle 2^{2}}                      |
| 4*    | 6      | {\displaystyle 2\cdot 3}                                       | 1,1               | 2               | 4    | {\displaystyle 6}                          |
| 5*    | 12     | {\displaystyle 2^{2}\cdot 3}                                   | 2,1               | 3               | 6    | {\displaystyle 2\cdot 6}                   |
| 6     | 24     | {\displaystyle 2^{3}\cdot 3}                                   | 3,1               | 4               | 8    | {\displaystyle 2^{2}\cdot 6}               |
| 7     | 36     | {\displaystyle 2^{2}\cdot 3^{2}}                               | 2,2               | 4               | 9    | {\displaystyle 6^{2}}                      |
| 8     | 48     | {\displaystyle 2^{4}\cdot 3}                                   | 4,1               | 5               | 10   | {\displaystyle 2^{3}\cdot 6}               |
| 9*    | 60     | {\displaystyle 2^{2}\cdot 3\cdot 5}                            | 2,1,1             | 4               | 12   | {\displaystyle 2\cdot 30}                  |
| 10*   | 120    | {\displaystyle 2^{3}\cdot 3\cdot 5}                            | 3,1,1             | 5               | 16   | {\displaystyle 2^{2}\cdot 30}              |
| 11    | 180    | {\displaystyle 2^{2}\cdot 3^{2}\cdot 5}                        | 2,2,1             | 5               | 18   | {\displaystyle 6\cdot 30}                  |
| 12    | 240    | {\displaystyle 2^{4}\cdot 3\cdot 5}                            | 4,1,1             | 6               | 20   | {\displaystyle 2^{3}\cdot 30}              |
| 13*   | 360    | {\displaystyle 2^{3}\cdot 3^{2}\cdot 5}                        | 3,2,1             | 6               | 24   | {\displaystyle 2\cdot 6\cdot 30}           |
| 14    | 720    | {\displaystyle 2^{4}\cdot 3^{2}\cdot 5}                        | 4,2,1             | 7               | 30   | {\displaystyle 2^{2}\cdot 6\cdot 30}       |
| 15    | 840    | {\displaystyle 2^{3}\cdot 3\cdot 5\cdot 7}                     | 3,1,1,1           | 6               | 32   | {\displaystyle 2^{2}\cdot 210}             |
| 16    | 1260   | {\displaystyle 2^{2}\cdot 3^{2}\cdot 5\cdot 7}                 | 2,2,1,1           | 6               | 36   | {\displaystyle 6\cdot 210}                 |
| 17    | 1680   | {\displaystyle 2^{4}\cdot 3\cdot 5\cdot 7}                     | 4,1,1,1           | 7               | 40   | {\displaystyle 2^{3}\cdot 210}             |
| 18*   | 2520   | {\displaystyle 2^{3}\cdot 3^{2}\cdot 5\cdot 7}                 | 3,2,1,1           | 7               | 48   | {\displaystyle 2\cdot 6\cdot 210}          |
| 19*   | 5040   | {\displaystyle 2^{4}\cdot 3^{2}\cdot 5\cdot 7}                 | 4,2,1,1           | 8               | 60   | {\displaystyle 2^{2}\cdot 6\cdot 210}      |
| 20    | 7560   | {\displaystyle 2^{3}\cdot 3^{3}\cdot 5\cdot 7}                 | 3,3,1,1           | 8               | 64   | {\displaystyle 6^{2}\cdot 210}             |
| 21    | 10080  | {\displaystyle 2^{5}\cdot 3^{2}\cdot 5\cdot 7}                 | 5,2,1,1           | 9               | 72   | {\displaystyle 2^{3}\cdot 6\cdot 210}      |
| 22    | 15120  | {\displaystyle 2^{4}\cdot 3^{3}\cdot 5\cdot 7}                 | 4,3,1,1           | 9               | 80   | {\displaystyle 2\cdot 6^{2}\cdot 210}      |
| 23    | 20160  | {\displaystyle 2^{6}\cdot 3^{2}\cdot 5\cdot 7}                 | 6,2,1,1           | 10              | 84   | {\displaystyle 2^{4}\cdot 6\cdot 210}      |
| 24    | 25200  | {\displaystyle 2^{4}\cdot 3^{2}\cdot 5^{2}\cdot 7}             | 4,2,2,1           | 9               | 90   | {\displaystyle 2^{2}\cdot 30\cdot 210}     |
| 25    | 27720  | {\displaystyle 2^{3}\cdot 3^{2}\cdot 5\cdot 7\cdot 11}         | 3,2,1,1,1         | 8               | 96   | {\displaystyle 2\cdot 6\cdot 2310}         |
| 26    | 45360  | {\displaystyle 2^{4}\cdot 3^{4}\cdot 5\cdot 7}                 | 4,4,1,1           | 10              | 100  | {\displaystyle 6^{3}\cdot 210}             |
| 27    | 50400  | {\displaystyle 2^{5}\cdot 3^{2}\cdot 5^{2}\cdot 7}             | 5,2,2,1           | 10              | 108  | {\displaystyle 2^{3}\cdot 30\cdot 210}     |
| 28*   | 55440  | {\displaystyle 2^{4}\cdot 3^{2}\cdot 5\cdot 7\cdot 11}         | 4,2,1,1,1         | 9               | 120  | {\displaystyle 2^{2}\cdot 6\cdot 2310}     |
| 29    | 83160  | {\displaystyle 2^{3}\cdot 3^{3}\cdot 5\cdot 7\cdot 11}         | 3,3,1,1,1         | 9               | 128  | {\displaystyle 6^{2}\cdot 2310}            |
| 30    | 110880 | {\displaystyle 2^{5}\cdot 3^{2}\cdot 5\cdot 7\cdot 11}         | 5,2,1,1,1         | 10              | 144  | {\displaystyle 2^{3}\cdot 6\cdot 2310}     |
| 31    | 166320 | {\displaystyle 2^{4}\cdot 3^{3}\cdot 5\cdot 7\cdot 11}         | 4,3,1,1,1         | 10              | 160  | {\displaystyle 2\cdot 6^{2}\cdot 2310}     |
| 32    | 221760 | {\displaystyle 2^{6}\cdot 3^{2}\cdot 5\cdot 7\cdot 11}         | 6,2,1,1,1         | 11              | 168  | {\displaystyle 2^{4}\cdot 6\cdot 2310}     |
| 33    | 277200 | {\displaystyle 2^{4}\cdot 3^{2}\cdot 5^{2}\cdot 7\cdot 11}     | 4,2,2,1,1         | 10              | 180  | {\displaystyle 2^{2}\cdot 30\cdot 2310}    |
| 34    | 332640 | {\displaystyle 2^{5}\cdot 3^{3}\cdot 5\cdot 7\cdot 11}         | 5,3,1,1,1         | 11              | 192  | {\displaystyle 2^{2}\cdot 6^{2}\cdot 2310} |
| 35    | 498960 | {\displaystyle 2^{4}\cdot 3^{4}\cdot 5\cdot 7\cdot 11}         | 4,4,1,1,1         | 11              | 200  | {\displaystyle 6^{3}\cdot 2310}            |
| 36    | 554400 | {\displaystyle 2^{5}\cdot 3^{2}\cdot 5^{2}\cdot 7\cdot 11}     | 5,2,2,1,1         | 11              | 216  | {\displaystyle 2^{3}\cdot 30\cdot 2310}    |
| 37    | 665280 | {\displaystyle 2^{6}\cdot 3^{3}\cdot 5\cdot 7\cdot 11}         | 6,3,1,1,1         | 12              | 224  | {\displaystyle 2^{3}\cdot 6^{2}\cdot 2310} |
| 38*   | 720720 | {\displaystyle 2^{4}\cdot 3^{2}\cdot 5\cdot 7\cdot 11\cdot 13} | 4,2,1,1,1,1       | 10              | 240  | {\displaystyle 2^{2}\cdot 6\cdot 30030}    |

La tabla de abajo muestra todos los divisores de uno de estos números.
| El número altamente compuesto: 10080 = (2 × 2 × 2 × 2 × 2) × (3 × 3) × 5 × 7 |          |          |           |          |          |
| 1×10080 | 2 × 5040 | 3 × 3360 | 4 × 2520  | 5 × 2016 | 6 × 1680 |
| 7× 1440 | 8 × 1260 | 9 × 1120 | 10 × 1008 | 12 × 840 | 14 × 720 |
| 15× 672 | 16 × 630 | 18 × 560 | 20 × 504  | 21 × 480 | 24 × 420 |
| 28× 360 | 30 × 336 | 32 × 315 | 35 × 288  | 36 × 280 | 40 × 252 |
| 42× 240 | 45 × 224 | 48 × 210 | 56 × 180  | 60 × 168 | 63 × 160 |
| 70× 144 | 72 × 140 | 80 × 126 | 84 × 120  | 90 × 112 | 96 × 105 |
| Nota: los números en negrita son a su vez altamente compuestos. Sólo el vigésimo número altamente compuesto 7560 (= 3 × 2520) está ausente.10080 es también número 7-liso (sucesión A002473 en OEIS). |          |          |           |          |          |

El número altamente compuesto 15,000 se encuentra en el sitio web de Achim Flammenkamp . Es el producto de 230 primos:
{\displaystyle a_{0}^{14}a_{1}^{9}a_{2}^{6}a_{3}^{4}a_{4}^{4}a_{5}^{3}a_{6}^{3}a_{7}^{3}a_{8}^{2}a_{9}^{2}a_{10}^{2}a_{11}^{2}a_{12}^{2}a_{13}^{2}a_{14}^{2}a_{15}^{2}a_{16}^{2}a_{17}^{2}a_{18}^{2}a_{19}a_{20}a_{21}\cdots a_{229},}
donde {\displaystyle a_{n}} es la secuencia de números primos sucesivos, y todos los términos omitidos ({\displaystyle a_{22}} a {\displaystyle a_{228}}) son factores con exponente igual a 1 (es decir, el número es {\displaystyle 2^{14}\times 3^{9}\times 5^{6}\times \cdots \times 1451}).